# St Leonard’s-in-the-Fields

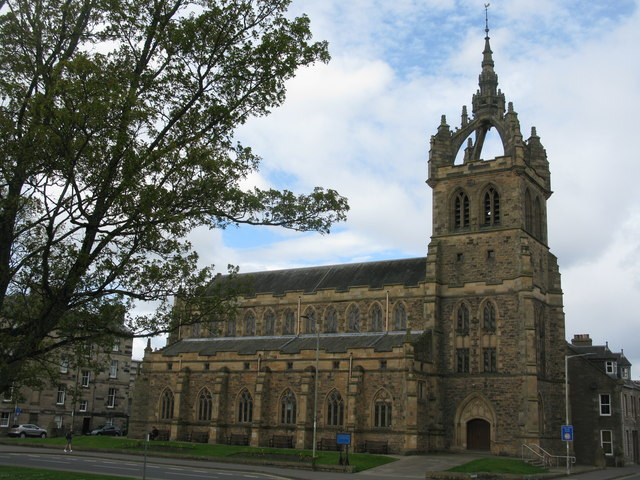
St Leonard’s-in-the-Fields

St Leonard’s-in-the-Fields, ehemals St Leonard’s Free Church, ist ein Kirchengebäude der presbyterianischen Church of Scotland in der schottischen Stadt Perth in der Council Area Perth and Kinross. 1965 wurde das Bauwerk in die schottischen Denkmallisten in der höchsten Denkmalkategorie A aufgenommen. Des Weiteren ist es Teil eines Denkmalensembles der Kategorie A.

## Geschichte
In den 1870er Jahren nutzte die örtliche Gemeinde der Free Church of Scotland ein Gebäude an der Victoria Street. Nachdem sich dieses als zu klein erwiesen hatte, begannen Planungen für einen Neubau. 1882 war der Standort gefunden. Die Gemeinde beauftragte den schottischstämmigen, in London ansässigen Architekten John James Stevenson, der zuvor bereits Gebäude für die Free Church entworfen hatte, mit der Planung der neuen Kirche. Ein am Standort befindlicher Mühlkanal sorgte beim Bau der 1885 fertiggestellten Kirche für Probleme. Die von Bryceson Brothers & Ellis gefertigte Orgel war ursprünglich in einer Kirche in Edinburgh installiert und wurde 1985 nach St Leonard’s-in-the-Fields versetzt.

## Beschreibung
St Leonard’s-in-the-Fields steht zwischen Scott Street und James Street an der Straße Marshall Place (A989) am Südrand des Stadtzentrums von Perth. Gegenüber erstreckt sich eine öffentliche Parkanlage. Auf Grund der fehlenden Bebauung nach Süden stellt St Leonard’s-in-the-Fields eine Landmarke dar. Die neogotische Basilika wird zu den bedeutendsten Entwürfen Stevensons gerechnet. Ihre Öffnungen sind spitzbogig ausgeführt. Entlang der Seiten gliedern gestufte Strebepfeiler die Fassade vertikal. Das abschließende Satteldach ist mit grauem Schiefer eingedeckt. Der vierstöckige Glockenturm an der Ostseite schließt mit einer Krone.